# Mario Gmür
Mario Gmür (* 7. Februar 1945 in Zürich) ist ein Schweizer Psychiater, Publizist und Schriftsteller. Er kritisierte scharf die Glücksspielpolitik und die «repressiv-totalitäre» Gerichtspsychiatrie.

## Leben und Wirken

### Werdegang
Mario Gmür wuchs als Sohn des Schweizer Politikers, Publizisten und Schriftstellers Harry Gmür (alias Stefan Miller, Gaston Renard) in Zürich auf. Nach dem Medizinstudium in Genf und Zürich bildete er sich aus zum Spezialarzt in Psychiatrie und Psychotherapie und absolvierte eine Lehranalyse Freudscher Richtung und eine psychotherapeutische Ausbildung bei Jacques Berna, Paul Parin, Berthold Rothschild, Fritz Meerwein. Seine Dissertation Die Raucherbehandlung des Handauflegers Hermano erschien 1976 im Verlag Rüegger, eine Zwölf-Jahres-Nachuntersuchung in einer internationalen Zeitschrift. Die Habilitationsschrift, eine Zwölf-Jahres-Katamnese von schizophrenen Patienten in sozialpsychiatrischer Behandlung in der Tradition von Eugen Bleuler und Luc Ciompi, erschien in einer zweibändigen Ausgabe 1985 und 1987 im Enke Verlag. Seit 1989 arbeitet Gmür in freier psychiatrischer und psychotherapeutischer Praxis. 2023 gründete er in Leukerbad das Museum gleichundanders.
Der Vorlass von Mario Gmür liegt im Schweizerischen Sozialarchiv.

### Psychiatrisches Engagement
Gmür leitete und konzeptualisierte als erster Psychiater in der Schweiz ein Methadonprogramm für Heroinabhängige, 1975 in Winterthur (Beratungsstelle für Jugendliche) und 1978 in Zürich (Sozialpsychiatrischer Dienst). Seine Antrittsrede als Privatdozent an der Universität Zürich hielt er über die damals in der Schweiz grassierende Glücksspielsucht. Er setzte sich erfolgreich für ein Verbot der «einarmigen Banditen» im Kanton Zürich ein (Volksabstimmungen 1991 und 1995), war aber erfolglos im Kampf gegen die Aufhebung des Spielbankenverbotes (eidgenössische Volksabstimmung 1993).
Über die Landesgrenzen hinaus bekannt wurde er durch die Beschreibung des Medienopfer-Syndroms und seine zahlreichen öffentlichen Stellungnahmen gegen die aggressive Publizistik der Boulevardmedien. Ausserdem setzte er sich als erfahrener psychiatrischer Gutachter in straf- oder zivilrechtlichen Fällen in mehreren Publikationen dezidiert gegen die nach seiner Meinung repressive Entwicklung der Gerichtspsychiatrie ein, die seit den 1990er Jahren von Frank Urbaniok geprägt wurde. Dieser «Kulturrevolution» sei die Biografie der Patienten zum Opfer gefallen; die Psychiatrie habe sich von einer beschreibenden zu einer anthropometrischen Wissenschaft gewandelt, die behaupte, mit Methoden wie in einer Materialprüfungsanstalt die Rückfallwahrscheinlichkeit von Delinquenten präzis voraussagen zu können. Und die stationären Massnahmen in den Strafanstalten, ohne Rücksicht auf Befindlichkeit und Empfindlichkeit der Häftlinge, liefen Gefahr, «zu einer sadistischen Seelenmanipulation im Schraubstock des Strafvollzugs zu entarten».
Mario Gmür hat die antisemitischen Hintergründe der Absetzungskampagne gegen den Oberarzt PD Dr. med. Herbert Binswanger und den Klinikdirektor Hans W. Maier in der Psychiatrischen Klinik Burghölzli in den 1930er Jahren aufgedeckt.

### Herausgeberische Tätigkeit
Gmür hat die Romane und Artikel seines 1979 verstorbenen Vaters Harry Gmür aus dessen Nachlass herausgegeben.

## Bücher (Auswahl)
- Die Raucherbehandlung des Handauflegers Hermano. Verlag Rüegger 1976, Dissertation.
- Schizophrenieverlauf und Entinstitutionalisierung. Ferdinand-Enke-Verlag, Stuttgart 1986, ISBN 3-432-95431-X.
- Die Prognose der Schizophrenie unter sozialpsychiatrischer Behandlung. Enke, Stuttgart 1987, ISBN 3-432-96021-2.
- Der öffentliche Mensch. Deutscher Taschenbuch Verlag dtv, München 2002, ISBN 3-432-96021-2.
- Die Unfähigkeit zu zweifeln. Klett-Cotta, 2006, ISBN 3-608-94093-6.
- Das Medienopfersyndrom. Reinhardt, 2007, ISBN  978-3-497-01929-8.
- buchstäblich versaut – philosophisch vergammelte Schüttelreime. Salis Verlag, 2009, ISBN 978-3-905801-13-2.
- Tanz der Konsonanten – Der Dreh zum Schüttelreim. edition signathur, 2010, ISBN 978-3-908141-76-1.
- Meine Mutter weinte, als Stalin starb. salis, 2013, ISBN 978-3-905801-80-4.
- Büroklammern verbiegen. Kein & Aber, 2015, ISBN 978-3-0369-5717-3.
- Die Gefühle befinden sich im Gehirn – Texte von Schizophrenen. edition signathur, 2016, ISBN 978-3-906273-13-6.
- The Paperclip Test. Houghton Mifflin Harcourt, Boston/New York 2016.
- Zitatgedichte – Vertikalprosa. Edition Howeg, 2018, ISBN 978-3-85736-322-1.
- Psychiatrie in Bewegung – Wortmeldungen 1970–2017. münsterverlag, 2018, ISBN 978-3-905896-81-7.
- Gedanken über Niklaus Meienberg. edition signathur, 2023, ISBN 978-3-906273-13-6.